# Heinz Gröning

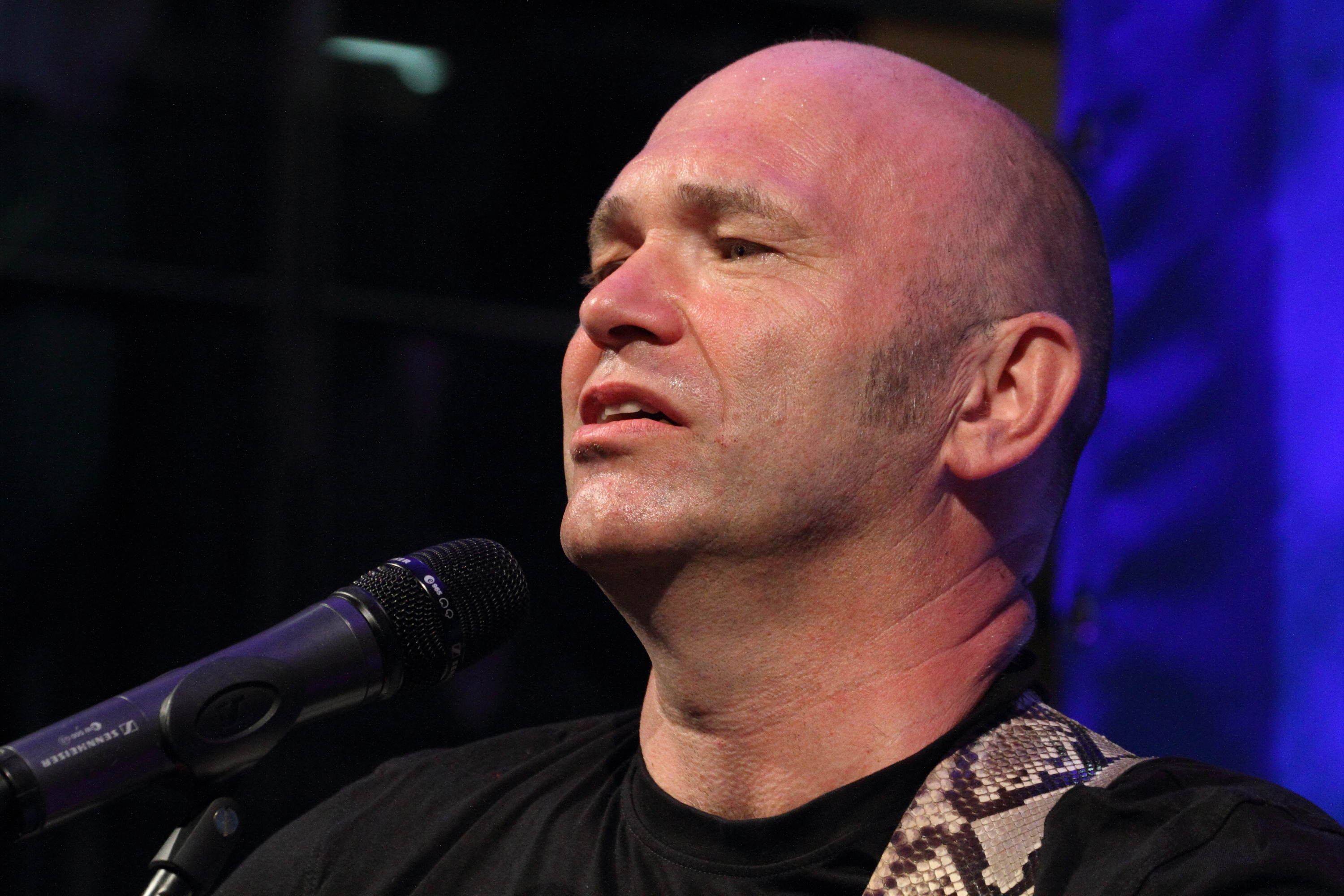
Heinz Gröning im August 2016

Heinz Gröning (* 18. November 1965 in Emmerich), auch bekannt als Der unglaubliche Heinz, ist ein deutscher Komiker, Musiker und Moderator.

## Leben

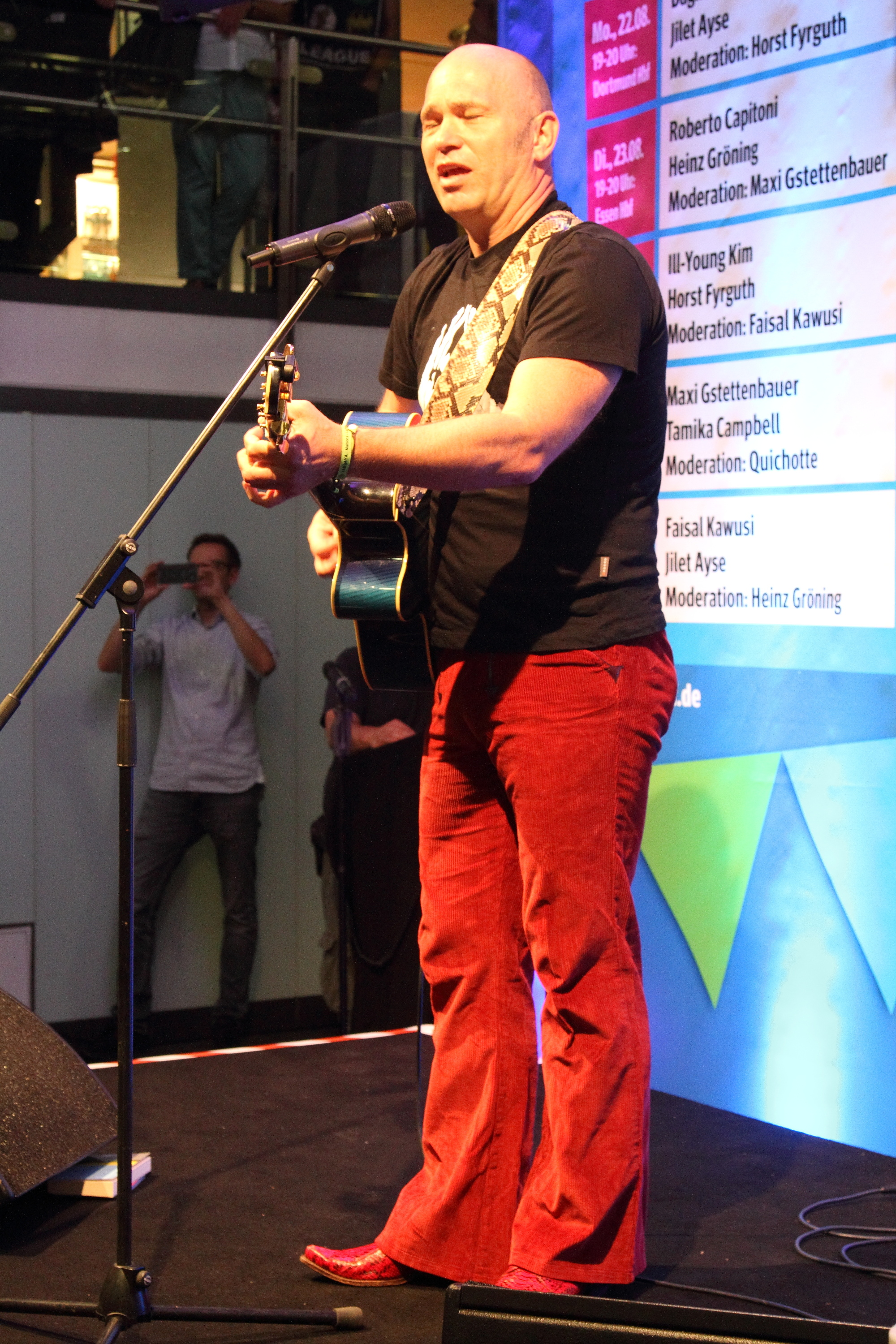
Heinz Gröning im August 2016

Nach dem Zivildienst studierte Gröning Medizin in Köln und arbeitete als Arzt im Praktikum in der Pathologie. Er spielte in diversen Bands und machte viele Jahre lang Straßentheater. Größere Bekanntheit erlangte er als regelmäßiger Gast der Sendung NightWash, die zunächst im WDR Fernsehen und ab 2007 auf Comedy Central ausgestrahlt wurde, sowie als Moderator verschiedener Comedy-Formate.
Kennzeichen von Grönings Auftritten sind das Singen und Rezitieren selbstverfasster Lieder und Gedichte (aus einem Reclam-Heft Ich bin ein sensibler Poet, gefangen im Körper eines zu stark behaarten LKW-Fahrers) sowie der bewusste Gang zu seiner Gitarre mit der vorangestellten Bemerkung, dass alle Frauen nur da seien, um zu sehen, wie er zu seiner Gitarre schreite. Der Name seiner Bühnenfigur Der unglaubliche Heinz, die in dieser Form seit seinem fünften Solo-Programm Der Kaltduscher existiert, hat nach eigenem Bekunden ihren Ursprung in Grönings Vorliebe für die Comicfigur Der unglaubliche Hulk. Mittlerweile hat Gröning auch mehrere CDs herausgebracht.
Anfang 2007 moderierte Gröning die erste Staffel der Comedy-Talkrunde u. A. w. g. – um Antwort wird gebeten auf Comedy Central, in der er mit vier Gästen über aktuelle Themen sprach. Von Juni 2007 an präsentierte Gröning 38 Folgen der Comedy-Reihe Fun(k)haus im WDR Fernsehen, ab Mai 2010 übernimmt Tobias Mann die Rolle des Gastgebers. Auch war er Moderator der zehn Folgen umfassenden ersten Staffel der knapp dreiminütigen „poetischen Comedyserie“ Poetry Comedy beim Pay-TV-Sender Sat.1 Comedy.
2009 brachte er das Programm Klassik meets Comedy auf die Bühne, das eine Lesung klassischer Texte mit Comedy-Elementen verbindet.
2017 gewann er beim Oldcomer-Wettbewerb Alter Hut den Jury- und den Publikumspreis. 2020 erhielt er den Sonderpreis der Tuttlinger Krähe.

## Soloprogramme
- 1993: Mehr als nur eine Lesung
- 1994: Im Frühtau zu Lande
- 1999: Die Laughstory
- 2001: Heißer Sommer
- 2001: Der Kaltduscher
- 2002: Der unglaubliche Heinz
- 2005: Das große 1xHeinz
- 2007: Heinz G Punkt
- 2009: Klassik meets Comedy
- 2009: Manche mögen’s Heinz
- 2010: Scheißdrauf – eigentlich bin ich Liedermacher
- 2011: Weltrettung XXL – Ich Leg noch Heinz drauf
- 2015: Heinzigartig – wie die Liebe
- 2018: Jammern Gilt nicht
- 2020: Der perfekte Mann – Eine Laughstory

## Diskographie
- Vier Lieder, zwei doppelt
- Verschollen im Weihnachtsstollen
- Das große 1xHeinz, Random House Audio, München 2006, ISBN 3-86604-261-2.
- 15 Shades of Heinz